# Theodor Artmann
Theodor Artmann (* 1882 in Dorsten; † 1954 ebenda) war ein deutscher Kaufmann und im Jahre 1945 für wenige Wochen der erste Bürgermeister von Dorsten nach dem Ende des Nationalsozialismus.

## Leben
Artmann wurde 1882 in Dorsten geboren. Nach Abschluss einer kaufmännischen Ausbildung bei den Dorstener Quarzwerken machte er sich selbstständig und betrieb in Kapellen,  Leichlingen und bei Krefeld Sand- und Kiesgruben.
In seinem Haus in der Dorstener Körnerstraße war Artmann ein Nachbar des NSDAP-Bürgermeisters Josef Gronover gewesen. Als die einmarschierten amerikanischen Truppen am 29. März 1945 vergeblich nach dem geflohenen Gronover suchten, trafen sie zufällig auf dessen Nachbarn Artmann. Ein US-Kommandant ernannte den parteilosen Kaufmann, der politisch dem Zentrum nahestand, kurzerhand zum ersten Nachkriegsbürgermeister Dorstens. Ende April gab der gesundheitlich angeschlagene Artmann das Amt wieder ab, woraufhin die Amerikaner Philipp Desoi zum Bürgermeister ernannten.
Artmann wohnte bis zu seinem Tod im Jahre 1954 in Dorsten.